# Benelux Film Distributors
Benelux Film Distributors was een grote Nederlandse filmdistributeur, gevestigd in Houten. Het bedrijf is opgericht in 2006.
Benelux Film Distributors distribueerde producties als Nova Zembla, Rabat, The American, Cloud Atlas en Koning van Katoren.
In juni 2013 is het bedrijf opgegaan in A-Film. A-Film vroeg maandag 14 september 2015 uitstel van betaling aan en is daarna ook failliet verklaard. 